# Папаташки мост
Папаташкият мост (на гръцки: Γεφύρι Παπατάκη) е каменен мост в Егейска Македония, Гърция. Мостът е разположен между селата Кипариси (Бишово) и Агиос Космас (Чирак) и пресича приток на Праморица. Построен е в XIX век. Има един отвор. В 1995 година мостът е обявен за защитен паметник. Ремонтиран е в 2010 година.